# Liste des monuments historiques de Mortsel
Cette page regroupe l'ensemble des monuments classés de la ville belge de Mortsel.
| Objet                                                                                                 | Statut du classement? | Année de construction/architecte | Section communale | Adresse                           | Coordonnées                      | Numéro d'inventaire | Illustration                                                                                              |
| --- | --------------------- | -------------------------------- | ----------------- | --------------------------------- | -------------------------------- | ------------------- | --- |
| (nl) Postkantoor 1906                                                                                 |                       |                                  | Mortsel           | Antwerpsestraat 1                 | 51° 10′ 14″ nord, 4° 26′ 56″ est | 13572               | Téléverser                                                                                                |
| (nl) Gebouwen in eenheidsbebouwing                                                                    |                       |                                  | Mortsel           | Antwerpsestraat 106 - 116         | 51° 10′ 25″ nord, 4° 26′ 40″ est | 13574               | Téléverser                                                                                                |
| (nl) Poortgebouw Antwerpse Waterwerken, woning                                                        |                       |                                  | Mortsel           | Antwerpsestraat 258 - 262         | 51° 10′ 36″ nord, 4° 26′ 21″ est | 13578               | Téléverser                                                                                                |
| (nl) Burgerhuizen XX                                                                                  |                       |                                  | Mortsel           | Armand Segerslei 27-29, 28-30, 36 | 51° 10′ 17″ nord, 4° 26′ 45″ est | 13579               | Téléverser                                                                                                |
| (nl) Hoekhuis Nieuwe Zakelijkheid 1930                                                                |                       |                                  | Mortsel           | Armand Segerslei 85               | 51° 10′ 13″ nord, 4° 26′ 41″ est | 13580               | Téléverser                                                                                                |
| (nl) Arbeidershuizen                                                                                  |                       |                                  | Mortsel           | Beekstraat                        | 51° 10′ 12″ nord, 4° 26′ 24″ est | 13581               | Téléverser                                                                                                |
| (nl) Kasteel Ter Varent                                                                               | Oui                   |                                  | Mortsel           | Ter Varentstraat 59               | 51° 10′ 31″ nord, 4° 26′ 51″ est | 13582               | Téléverser                                                                                                |
| (nl) Enkelhuizen                                                                                      |                       |                                  | Mortsel           | Berthoutstraat 25 - 27            | 51° 10′ 34″ nord, 4° 26′ 48″ est | 13583               | Téléverser                                                                                                |
| (nl) Enkelhuizen                                                                                      |                       |                                  | Mortsel           | Berthoutstraat 29                 | 51° 10′ 34″ nord, 4° 26′ 48″ est | 13583               | Téléverser                                                                                                |
| (nl) Enkelhuizen                                                                                      |                       |                                  | Mortsel           | Berthoutstraat 31                 | 51° 10′ 34″ nord, 4° 26′ 48″ est | 13583               | Téléverser                                                                                                |
| (nl) Enkelhuizen                                                                                      |                       |                                  | Mortsel           | Berthoutstraat 33                 | 51° 10′ 34″ nord, 4° 26′ 48″ est | 13583               | Téléverser                                                                                                |
| (nl) Hoeve en wagenhuis                                                                               |                       |                                  | Mortsel           | Boechoutselei 55                  | 51° 09′ 45″ nord, 4° 28′ 27″ est | 13584               | Téléverser                                                                                                |
| (nl) Rijhuis 1980 naar ontwerp van SILO -ontwerpkoöperatief, (J. Crepain, E. Hoeckx en J. Mooens)     |                       |                                  | Mortsel           | Bosstraat 16                      |                                  | 13586               | Téléverser                                                                                                |
| (nl) Kasteel Cantecroy of Canti(n)crode                                                               | Oui                   |                                  | Mortsel           | Cantecroylaan 30                  | 51° 10′ 36″ nord, 4° 27′ 48″ est | 13587               | Téléverser                                                                                                |
| (nl) Burgerhuis 1911                                                                                  |                       |                                  | Mortsel           | Deurnestraat 13                   | 51° 10′ 28″ nord, 4° 26′ 33″ est | 13588               | Téléverser                                                                                                |
| Corps de ferme, dit De Schrans (nl) Hoeve De Schrans                                                  | Oui                   |                                  | Mortsel           | Deurnestraat 163                  | 51° 10′ 43″ nord, 4° 26′ 43″ est | 13589               | alt=Corps de ferme, dit De Schrans (nl) Hoeve De Schrans                                                  |
| (nl) School Institut des Abeilles, Varenthof,                                                         |                       |                                  | Mortsel           | Deurnestraat 167                  | 51° 10′ 46″ nord, 4° 26′ 46″ est | 13590               | Téléverser                                                                                                |
| (nl) Neoclassicistische burgerhuizen ca. 1900                                                         |                       |                                  | Mortsel           | Deurnestraat 242-244, 267-273     | 51° 11′ 03″ nord, 4° 26′ 59″ est | 13591               | Téléverser                                                                                                |
| (nl) Lusthof De Roode Leeuw of Mierennest                                                             | Oui                   |                                  | Mortsel           | Deurnestraat 281                  | 51° 11′ 09″ nord, 4° 26′ 56″ est | 13592               | Téléverser                                                                                                |
| (nl) Woning Van de Pas naar ontwerp van Braem, 1967                                                   |                       |                                  | Mortsel           | Dieseghemlei 110                  | 51° 10′ 45″ nord, 4° 27′ 23″ est | 13593               | Téléverser                                                                                                |
| (nl) Burgerhuis Ons genoegen, 1904                                                                    |                       |                                  | Mortsel           | Dorpsstraat 8                     | 51° 09′ 54″ nord, 4° 27′ 48″ est | 13594               | Téléverser                                                                                                |
| (nl) Hoeve                                                                                            |                       |                                  | Mortsel           | Drabstraat 288                    | 51° 10′ 42″ nord, 4° 28′ 05″ est | 13595               | Téléverser                                                                                                |
| (nl) Tweegezinswoning                                                                                 |                       |                                  | Mortsel           | Edmond Thieffrylaan 83 - 85       | 51° 10′ 00″ nord, 4° 27′ 02″ est | 13596               | (nl) Tweegezinswoning                                                                                     |
| (nl) Feestzaal Merelhof Nieuwe Zakelijkheid                                                           |                       |                                  | Mortsel           | Edmond Thieffrylaan 94            | 51° 09′ 57″ nord, 4° 26′ 59″ est | 13597               | Téléverser                                                                                                |
| (nl) Eengezinswoning 1965-70 naar ontwerp van Van Reeth                                               |                       |                                  | Mortsel           | Floralaan 51                      | 51° 10′ 07″ nord, 4° 27′ 20″ est | 13599               | Téléverser                                                                                                |
| (nl) Tweegezinswoning, vroeger Den Boot, Nieuwe Zakelijkheid                                          |                       |                                  | Mortsel           | Fortstraat 26 - 27                | 51° 10′ 28″ nord, 4° 27′ 24″ est | 13600               | Téléverser                                                                                                |
| (nl) Bejaardentehuis Mayerhof                                                                         |                       |                                  | Mortsel           | Fredericusstraat 89               | 51° 10′ 00″ nord, 4° 28′ 11″ est | 13601               | Téléverser                                                                                                |
| (nl) Sint-Fredericuskapel 1909                                                                        |                       |                                  | Mortsel           | Fredericusstraat 79               | 51° 09′ 59″ nord, 4° 28′ 11″ est | 13604               | Téléverser                                                                                                |
| (nl) Boerenhuis, I MARIA A GOUBAU FECIT ANNO 1745                                                     | Oui                   |                                  | Mortsel           | Heideland 2A                      | 51° 10′ 34″ nord, 4° 27′ 07″ est | 13605               | Téléverser                                                                                                |
| Église paroissiale de la Sainte-Croix (nl) Parochiekerk van het Heilig Kruis                          |                       |                                  | Mortsel           | Heilig-Kruisstraat Z.nr.          | 51° 10′ 13″ nord, 4° 26′ 48″ est | 13606               | alt=Église paroissiale de la Sainte-Croix (nl) Parochiekerk van het Heilig Kruis                          |
| (nl) Rijhuis Nieuwe Zakelijkeheid                                                                     |                       |                                  | Mortsel           | Hendrik Consciencelaan 23         | 51° 10′ 24″ nord, 4° 26′ 48″ est | 13607               | Téléverser                                                                                                |
| (nl) Hoeve Domen, XIX                                                                                 | Oui                   |                                  | Mortsel           | Hendrik Consciencelaan 107        | 51° 10′ 28″ nord, 4° 27′ 02″ est | 13608               | Téléverser                                                                                                |
| (nl) Les Marguerites, tweegezinswoning                                                                |                       |                                  | Mortsel           | Jaak Blockxstraat 40 - 42         | 51° 10′ 28″ nord, 4° 26′ 53″ est | 13611               | Téléverser                                                                                                |
| (nl) Enkelhuis naar ontwerp van N. Kaplanski, 1936, Nieuwe Zakelijkheid                               |                       |                                  | Mortsel           | Jaak Blockxstraat 85              | 51° 10′ 32″ nord, 4° 26′ 53″ est | 13612               | Téléverser                                                                                                |
| (nl) Eengezinswoning 1926 naar ontwerp van P. Smekens                                                 |                       |                                  | Mortsel           | Jozef Hermanslei 17               | 51° 10′ 32″ nord, 4° 26′ 13″ est | 13613               | Téléverser                                                                                                |
| (nl) Devotiekapel Notre Dame du Voyageur                                                              |                       |                                  | Mortsel           | Amadeus Stockmanslei z.nr.        | 51° 10′ 47″ nord, 4° 27′ 00″ est | 13614               | Téléverser                                                                                                |
| (nl) Burgerhuis 1933                                                                                  |                       |                                  | Mortsel           | Kapellelei 11                     | 51° 10′ 51″ nord, 4° 27′ 06″ est | 13615               | Téléverser                                                                                                |
| (nl) Burgerhuis 1932 naar ontwerp van J. Ritzen                                                       |                       |                                  | Mortsel           | Kapellelei 12                     | 51° 10′ 49″ nord, 4° 27′ 06″ est | 13616               | Téléverser                                                                                                |
| (nl) Eengezinswoning Nieuwe Zakelijkheid, Vinck, 1937                                                 |                       |                                  | Mortsel           | Kapellelei 25                     | 51° 10′ 53″ nord, 4° 27′ 10″ est | 13617               | Téléverser                                                                                                |
| Demeure campagnarde (nl) Landhuizen                                                                   | Oui                   |                                  | Mortsel           | Kapellelei 32                     | 51° 10′ 52″ nord, 4° 27′ 13″ est | 13618               | alt=Demeure campagnarde (nl) Landhuizen                                                                   |
| Demeure campagnarde (nl) Landhuizen                                                                   | Oui                   |                                  | Mortsel           | Kapellelei 34                     | 51° 10′ 52″ nord, 4° 27′ 13″ est | 13618               | alt=Demeure campagnarde (nl) Landhuizen                                                                   |
| Demeure campagnarde (nl) Landhuizen                                                                   | Oui                   |                                  | Mortsel           | Kapellelei 36                     | 51° 10′ 52″ nord, 4° 27′ 13″ est | 13618               | alt=Demeure campagnarde (nl) Landhuizen                                                                   |
| (nl) Kloostergebouw neo-Vlaamse renaissance XIX                                                       |                       |                                  | Mortsel           | Kerkstraat 5                      | 51° 09′ 57″ nord, 4° 27′ 46″ est | 13622               | Téléverser                                                                                                |
| (nl) Arbeidershuisjes XIX                                                                             |                       |                                  | Mortsel           | Kretenburgstraat 65               | 51° 09′ 51″ nord, 4° 28′ 08″ est | 13623               | Téléverser                                                                                                |
| (nl) Arbeidershuisjes XIX                                                                             |                       |                                  | Mortsel           | Kretenburgstraat 67               | 51° 09′ 51″ nord, 4° 28′ 08″ est | 13623               | Téléverser                                                                                                |
| (nl) Fort IV                                                                                          | Oui                   |                                  | Mortsel           | Krijgsbaan                        | 51° 10′ 26″ nord, 4° 27′ 39″ est | 13624               | Téléverser                                                                                                |
| (nl) Tweegezinswoningen                                                                               |                       |                                  | Mortsel           | Liersesteenweg 10                 | 51° 10′ 10″ nord, 4° 27′ 30″ est | 13625               | Téléverser                                                                                                |
| (nl) Tweegezinswoningen                                                                               |                       |                                  | Mortsel           | Liersesteenweg 12                 | 51° 10′ 10″ nord, 4° 27′ 30″ est | 13625               | Téléverser                                                                                                |
| (nl) Tweegezinswoningen                                                                               |                       |                                  | Mortsel           | Liersesteenweg 14                 | 51° 10′ 10″ nord, 4° 27′ 30″ est | 13625               | Téléverser                                                                                                |
| (nl) Tweegezinswoningen                                                                               |                       |                                  | Mortsel           | Liersesteenweg 16                 | 51° 10′ 10″ nord, 4° 27′ 30″ est | 13625               | Téléverser                                                                                                |
| (nl) Tweegezinswoningen                                                                               |                       |                                  | Mortsel           | Liersesteenweg 18                 | 51° 10′ 10″ nord, 4° 27′ 30″ est | 13625               | Téléverser                                                                                                |
| (nl) Tweegezinswoningen                                                                               |                       |                                  | Mortsel           | Liersesteenweg 20                 | 51° 10′ 10″ nord, 4° 27′ 30″ est | 13625               | Téléverser                                                                                                |
| (nl) Tweegezinswoningen                                                                               |                       |                                  | Mortsel           | Liersesteenweg 22                 | 51° 10′ 10″ nord, 4° 27′ 30″ est | 13625               | Téléverser                                                                                                |
| (nl) Tweegezinswoningen                                                                               |                       |                                  | Mortsel           | Liersesteenweg 6                  | 51° 10′ 10″ nord, 4° 27′ 30″ est | 13625               | Téléverser                                                                                                |
| (nl) Tweegezinswoningen                                                                               |                       |                                  | Mortsel           | Liersesteenweg 8                  | 51° 10′ 10″ nord, 4° 27′ 30″ est | 13625               | Téléverser                                                                                                |
| (nl) Burgerhuis                                                                                       |                       |                                  | Mortsel           | Liersesteenweg 172                | 51° 10′ 07″ nord, 4° 28′ 03″ est | 13626               | Téléverser                                                                                                |
| (nl) Burgerhuis                                                                                       |                       |                                  | Mortsel           | Liersesteenweg 173                | 51° 10′ 10″ nord, 4° 28′ 03″ est | 13627               | Téléverser                                                                                                |
| (nl) Burgerhuis 1934, Nieuw Zakelijkheid                                                              |                       |                                  | Mortsel           | Liersesteenweg 175                | 51° 10′ 10″ nord, 4° 28′ 03″ est | 13628               | Téléverser                                                                                                |
| (nl) Twee nagenoeg identieke burgerhuizen                                                             |                       |                                  | Mortsel           | Liersesteenweg 304                | 51° 10′ 03″ nord, 4° 28′ 37″ est | 13629               | Téléverser                                                                                                |
| (nl) Twee nagenoeg identieke burgerhuizen                                                             |                       |                                  | Mortsel           | Liersesteenweg 306                | 51° 10′ 03″ nord, 4° 28′ 37″ est | 13629               | Téléverser                                                                                                |
| (nl) Parochiekerk Sint-Jozef 1940-41                                                                  |                       |                                  | Mortsel           | Liersesteenweg 312                | 51° 10′ 03″ nord, 4° 28′ 40″ est | 13631               | Téléverser                                                                                                |
| (nl) Dubbelhuis XX                                                                                    |                       |                                  | Mortsel           | Liersesteenweg 340                | 51° 10′ 03″ nord, 4° 28′ 51″ est | 13632               | Téléverser                                                                                                |
| (nl) Twee houten woningen XIX                                                                         | Oui                   |                                  | Mortsel           | Lindenlei 6                       | 51° 10′ 15″ nord, 4° 27′ 15″ est | 13633               | Téléverser                                                                                                |
| (nl) Twee houten woningen XIX                                                                         | Oui                   |                                  | Mortsel           | Lindenlei 8                       | 51° 10′ 15″ nord, 4° 27′ 15″ est | 13633               | Téléverser                                                                                                |
| (nl) Villa Marie-Prosper, eclectisme                                                                  |                       |                                  | Mortsel           | Lindenlei 58                      | 51° 10′ 20″ nord, 4° 27′ 06″ est | 13634               | Téléverser                                                                                                |
| (nl) Woonhuis 1979 naar ontwerp van L. Jansen                                                         |                       |                                  | Mortsel           | Lusthovenlaan 21                  | 51° 10′ 02″ nord, 4° 27′ 02″ est | 13635               | Téléverser                                                                                                |
| (nl) Eengezinswoning XX                                                                               |                       |                                  | Mortsel           | Mechelsesteenweg 36               | 51° 10′ 10″ nord, 4° 27′ 00″ est | 13636               | Téléverser                                                                                                |
| (nl) Eenheidsbebouwing met flats en winkels XX                                                        |                       |                                  | Mortsel           | Mechelsesteenweg 100              | 51° 10′ 04″ nord, 4° 27′ 06″ est | 13639               | Téléverser                                                                                                |
| (nl) Eenheidsbebouwing met flats en winkels XX                                                        |                       |                                  | Mortsel           | Mechelsesteenweg 98               | 51° 10′ 04″ nord, 4° 27′ 06″ est | 13639               | Téléverser                                                                                                |
| (nl) Hoekgebouw Anno 1927, cafe-pui Cafe scaldis                                                      |                       |                                  | Mortsel           | Lusthovenlaan 2                   | 51° 10′ 03″ nord, 4° 27′ 07″ est | 13640               | Téléverser                                                                                                |
| (nl) Rijhuis                                                                                          |                       |                                  | Mortsel           | Mechelsesteenweg 191              | 51° 09′ 52″ nord, 4° 27′ 20″ est | 13641               | Téléverser                                                                                                |
| (nl) Landhuis Villa Mathilde 1913                                                                     |                       |                                  | Mortsel           | Osylei 27                         | 51° 10′ 52″ nord, 4° 27′ 03″ est | 13642               | Téléverser                                                                                                |
| (nl) Parochiekerk Sint-Lodewijk, voorheen Onze-Lieve-Vrouw van 't Heilige Hart                        |                       |                                  | Mortsel           | Osylei 74                         | 51° 10′ 42″ nord, 4° 27′ 14″ est | 13643               | Téléverser                                                                                                |
| (nl) Neoclassicistisch woonhuis, vroeger De Doorneboom                                                |                       |                                  | Mortsel           | Oudebaan 115                      | 51° 09′ 49″ nord, 4° 27′ 25″ est | 13644               | Téléverser                                                                                                |
| (nl) Arbeiderswoningen cottagestijl 1921-22                                                           |                       |                                  | Mortsel           | Ridder van Ranstlei 17            | 51° 10′ 27″ nord, 4° 26′ 11″ est | 13646               | Téléverser                                                                                                |
| (nl) Arbeiderswoningen cottagestijl 1921-22                                                           |                       |                                  | Mortsel           | Ridder van Ranstlei 95            | 51° 10′ 27″ nord, 4° 26′ 11″ est | 13646               | Téléverser                                                                                                |
| (nl) Gebouwencomplex                                                                                  |                       |                                  | Mortsel           | Septestraat 27                    | 51° 10′ 38″ nord, 4° 26′ 29″ est | 13649               | Téléverser                                                                                                |
| (nl) Burgerhuis Nieuwe Zakelijkheid 1939                                                              |                       |                                  | Mortsel           | Sint-Benedictusstraat 134         | 51° 10′ 10″ nord, 4° 27′ 27″ est | 13651               | Téléverser                                                                                                |
| (nl) Parochiekerk Heilige Bernadette 1966                                                             |                       |                                  | Mortsel           | Sint-Bernadettestraat             | 51° 09′ 52″ nord, 4° 27′ 02″ est | 13652               | Téléverser                                                                                                |
| (nl) Kasteel Ten Dorpe                                                                                | Oui                   |                                  | Mortsel           | Theofiel Reynlaan 3               | 51° 10′ 32″ nord, 4° 27′ 04″ est | 13654               | (nl) Kasteel Ten Dorpe                                                                                    |
| (nl) Vrije basisschool Sint-Benedictus 1879                                                           |                       |                                  | Mortsel           | Van Dijckstraat 5                 | 51° 09′ 55″ nord, 4° 27′ 52″ est | 13655               | Téléverser                                                                                                |
| Villa Albert, maison individuelle de style Louis XVI (nl) Villa Albert enkelhuis neo-Lodewijk XVI     |                       |                                  | Mortsel           | Vestinglaan 36                    | 51° 10′ 09″ nord, 4° 27′ 31″ est | 13657               | alt=Villa Albert, maison individuelle de style Louis XVI (nl) Villa Albert enkelhuis neo-Lodewijk XVI     |
| (nl) Diezegemhoeve, rest Villa Tishengien, hoeve                                                      | Oui                   |                                  | Mortsel           | Wouter Volcaertstraat 44          | 51° 10′ 47″ nord, 4° 27′ 28″ est | 13658               | Téléverser                                                                                                |
| (nl) Parochiekerk Sint-Benedictus                                                                     | Oui                   |                                  | Mortsel           | Wouwstraat Z.nr.                  | 51° 09′ 56″ nord, 4° 27′ 48″ est | 13659               | (nl) Parochiekerk Sint-Benedictus                                                                         |
| Presbytère de l'église Saint-Benoît, maison jumelée (nl) Pastorie Sint-Benedictusparochie, dubbelhuis |                       |                                  | Mortsel           | Wouwstraat 2                      | 51° 09′ 54″ nord, 4° 27′ 44″ est | 13761               | alt=Presbytère de l'église Saint-Benoît, maison jumelée (nl) Pastorie Sint-Benedictusparochie, dubbelhuis |
| (nl) Burgerhuis                                                                                       |                       |                                  | Mortsel           | Wouwstraat 3                      | 51° 09′ 53″ nord, 4° 27′ 48″ est | 13762               | Téléverser                                                                                                |
| (nl) Rijhuis                                                                                          |                       |                                  | Mortsel           | Wouwstraat 16                     | 51° 09′ 52″ nord, 4° 27′ 46″ est | 13763               | Téléverser                                                                                                |
| (nl) Drie burgerhuizen                                                                                |                       |                                  | Mortsel           | Wouwstraat 22 - 26                | 51° 09′ 51″ nord, 4° 27′ 45″ est | 13764               | Téléverser                                                                                                |
| (nl) Landhuis                                                                                         |                       |                                  | Mortsel           | Wouwstraat 28                     | 51° 09′ 51″ nord, 4° 27′ 45″ est | 13765               | Téléverser                                                                                                |
| (nl) Villa, Villa Rosa 1890                                                                           | Oui                   |                                  | Mortsel           | Wouwstraat 30                     | 51° 09′ 50″ nord, 4° 27′ 45″ est | 13766               | Téléverser                                                                                                |
| (nl) Eenheidsbebouwing Villa Johnny en Villa Rosy                                                     | Oui                   |                                  | Mortsel           | Wouwstraat 32 - 34                | 51° 09′ 49″ nord, 4° 27′ 47″ est | 13767               | Téléverser                                                                                                |
| (nl) Burgerhuis                                                                                       |                       |                                  | Mortsel           | Wouwstraat 39                     | 51° 09′ 49″ nord, 4° 27′ 50″ est | 13768               | Téléverser                                                                                                |
| (nl) Woning Nagels, naar ontwerp van R. Braem                                                         |                       |                                  | Mortsel           | Drabstraat 252                    | 51° 10′ 37″ nord, 4° 28′ 08″ est | 61098               | Téléverser                                                                                                |